# Prêmio Oceanos
L'Oceanos-Premio di letteratura in lingua portoghese (conosciuto fino al 2014 come Prêmio Portugal Telecom de Literatura) è considerato uno dei premi letterari più importanti tra i paesi di lingua portoghese, al pari del Prêmio Jabuti e del Prêmio Camões, viene inoltre considerato l'equivalente lusofono del Man Booker Prize britannico, per le somiglianze nel regolamento e nell'alto valore finanziario.
Il premio è stato creato nel 2003 dalla società portoghese di telecomunicazioni Portugal Telecom al fine di divulgare e celebrare la letteratura brasiliana, attraverso la selezione del miglior libro dell'anno. A partire dal 2007, il premio è stato aperto ad autori di tutti i paesi di lingua portoghese.
Dopo l'acquisizione di Portugal Telecom da parte della società francese di telecomunicazioni Altice, il premio è stato ribattezzato Oceanos e l'organizzazione è passata a Itaú Cultural.
Dal 2017 il Prêmio Oceanos vanta una giuria formata da specialisti brasiliani e portoghesi. La gestione, oltre al supporto di figure di spicco del settore portoghesi e brasiliane, è affidata a Selma Caetano, all'editrice Mirna Queiroz, e ai giornalisti Isabel Lucas e Manuel da Costa Pinto.
Oltre a Itaú Cultural, supportano il premio anche CPFL Energia e la Repubblica Portoghese.

## Elenco dei vincitori
| Anno | Autore                                                                                      | Paese                                 | Titolo                                                                              | Categoria               |
| ---- | ------------------------------------------------------------------------------------------- | ------------------------------------- | ----------------------------------------------------------------------------------- | ----------------------- |
| 2003 | 1.º Bernardo Carvalho 1.º Dalton Trevisan 2.º Sebastião Uchoa Leite 3.º Mário Chamie        | Brasile                               | Nove Noites Pico na veia A regra secreta Horizonte de esgrimas                      | Romanzo Racconti Poesia |
| 2004 | 1.º Paulo Henriques Britto 2.º Sérgio Sant'Anna 3.º Luiz Antonio de Assis Brasil            | Brasile                               | Macau O vôo da madrugada A margem imóvel do rio                                     | Poesia Racconti Romanzo |
| 2005 | 1.º Amílcar Bettega Barbosa 2.º Silviano Santiago 3.º Edgard Telles Ribeiro                 | Brasile                               | Os lados do círculo O falso mentiroso Histórias mirabolantes de amores clandestinos |                         |
| 2006 | 1.º Milton Hatoum 2.º Alberto Martins 3.º Ricardo Lísias                                    | Brasile                               | Cinzas do norte História dos ossos Duas praças                                      |                         |
| 2007 | 1.º Gonçalo M. Tavares 2.º Dalton Trevisan 3.º Teixeira Coelho                              | Portogallo Brasile                    | Jerusalém Macho não ganha flor História natural da ditadura                         |                         |
| 2008 | 1.º Cristóvão Tezza 2.º António Lobo Antunes 2.º Beatriz Bracher                            | Brasile Portogallo Brasile            | O filho eterno Eu hei-de amar uma pedra Antonio                                     |                         |
| 2009 | 1.º Nuno Ramos 2.º João Gilberto Noll 3.º Lourenço Mutarelli                                | Brasile                               | Ó Acenos e afagos A arte de produzir efeito sem causa                               |                         |
| 2010 | 1.º Chico Buarque 2.º Rodrigo Lacerda 3.º Armando Freitas Filho                             | Brasile                               | Leite Derramado Outra Vida Lar                                                      |                         |
| 2011 | 1.º Rubens Figueiredo 2.º Gonçalo M. Tavares 3.º Marina Colasanti                           | Brasile Portogallo Brasile            | Passageiro do Fim do Dia Uma Viagem à Índia Minha Guerra Alheia                     |                         |
| 2012 | 1.º Valter Hugo Mãe 2.º Dalton Trevisan 3.º Nuno Ramos                                      | Portogallo Brasile                    | A Máquina de Fazer Espanhóis O Anão e a Ninfeta Junco                               |                         |
| 2013 | 1.° José Luiz Passos 2.° Eucanaã Ferraz 3.°Cíntia Moscovich                                 | Brasile' Brasile                      | O Sonâmbulo Amador 'Sentimental Essa Coisa Brilhante que È a Chuva                  |                         |
| 2014 | 1.°Sérgio Rodrigues 2.° Everardo Norões 3.°Gastão Cruz                                      | Brasile Portogallo                    | O Drible 'Entre moscas Observação de verão seguido de fogo                          |                         |
| 2015 | 1.º Silviano Santiago 2.º Elvira Vigna 3.º Alberto Mussa e Glauco Mattoso                   | Brasile                               | Mil Rosas Roubadas Por Escrito A Primeira História do Mundo e Saccola de Feira      |                         |
| 2016 | 1.º José Luís Peixoto 2.º Julián Fuks 3.º Ana Martins Marques 4.º Arthur Dapieve            | Portogallo Brasile                    | Galveias A Resistência O livro das semelhanças Maracanazo e outras histórias        |                         |
| 2017 | 1.º Ana Teresa Pereira 2.º Silviano Santiago 3.º Helder Moura Pereira 4.º Bernardo Carvalho | Portogallo Brasile Portogallo Brasile | Karen Machado Golpe de Teatro Simpatia pelo Demônio                                 | Romanzo Poesia Romanzo  |
| 2018 | 1.º Marília Garcia 2.º Bruno Vieira Amaral 3.º Luís Quintais 4.º Luis Carlos Patraquim      | Brasile Portogallo Mozambico          | Câmera Lenta Hoje Estarás Comigo No Paraíso A Noite Imóvel O Deus Restante          | Poesia Romanzo Poesia   |
| 2019 | 1.º Djaimilia Pereira de Almeida 2.º Dulce Maria Cardoso 3.º Nara Vidal                     | Angola Portogallo Brasile             | Luanda, Lisboa, Paraíso Eliete Sorte                                                | Romanzo Romanzo         |
| 2020 | 1.° Itamar Vieira Junior 2.° Djaimilia Pereira de Almeida 3.° Maria Valéria Rezende         | Brasile Angola Brasile                | Torto Arado A visão das plantas Carta à rainha louca                                | Romanzo Romanzo         |
| 2021 | 1.° Luís Cardoso 2.° Edimilson de Almeida Pereira 3.° Gonçalo M. Tavares                    | Timor Est Brasile Portogallo          | O plantador de abóboras O ausente O osso do meio                                    | Romanzo Romanzo         |
| 2022 | 1.° Alexandra Lucas Coelho 2.° João Paulo Borges Coelho 3.° Micheliny Verunschk             | Portogallo Mozambico Brasile          | Líbano, labirinto Museu da revolução O som do rugido da onça                        | Romanzo Romanzo         |